# Сенявский, Кшиштоф Мария
Кшиштоф Мария Сенявский (4 сентября 1951, Варшава — 26 января 2001, Варшава) — поэт, переводчик, драматург, эссеист, литературный критик и кинокритик, автор текстов к песням.

## Биография
Кшиштоф Мария Сенявский родился в Варшаве в 1951 году. Отец его рано умер, воспитывался он матерью, Брониславой Сенявской.
В детстве жил на улице Красивой в центре города. Позднее семья переехала в район Хомичовка.
Кшиштоф окончил IX Общеобразовательный лицей им. Клементины Гоффман.
Поступил в Варшавский университет на факультет полонистики, но не закончил его.
Стихи начал писать в 17 лет. В студенческие годы писал пьесы для студенческого театра «Сигма» (Трилогия «Возвращение», «Пришёл как злодей», «Звезда Венера»), играл роль Человека с портфелем в спектакле «Возвращение».

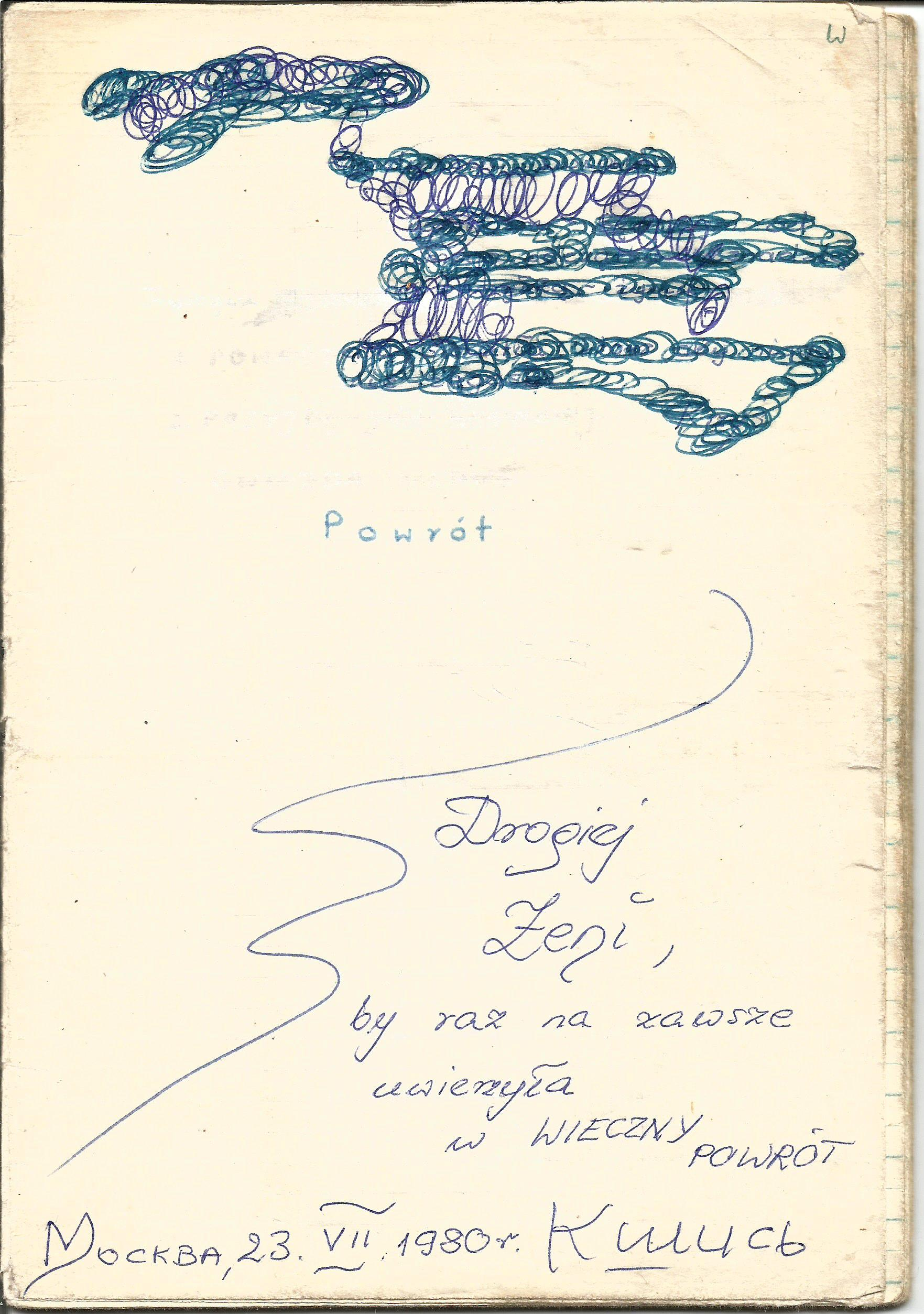
Кшиштоф Мария Сенявский. Пьеса «Возвращение». Автограф

Уже в это время песни на его стихи пели студенты на различных фестивалях.
Песни на стихи Сенявского писали и исполняли такие известные барды, как Яцек Качмарский и Пшемыслав Гинтровский (1951—2012). Пшемыслав Гинтровский дебютировал в 1976 году на смотре в варшавском клубе «Ривьера» песней «Эпитафия для Сергея Есенина» на слова Кшиштофа Сенявского.
Песни на его стихи есть в репертуаре таких певцов, как Кристина Столярская (Gayga), Майя Хвейчак, Марита Ксянжикевич, Яцек Маевский, Дориан Кухарский, Стефан Бжозовский и других.
Кшиштоф завоевал первое место в национальном конкурсе «Поэтический дебют 1972».
В 1979 году выиграл конкурс перевода стихов А. С. Пушкина и был награждён поездкой в Москву.
Сенявский был награждён многими литературными премиями: Премия «Линии» (1975), 1-я премия в поэтическом конкурсе «Лавровый венок Варшавы» (1980), 2-я Премия в Национальном Конкурсе «Мир, в котором мы живем» (1982), 1-я Премия в Конкурсе на стихи по славянской тематике (1983), и др.
Кшиштоф Сенявский начал публиковать свои стихи в студенческой прессе, потом печатался в таких изданиях, как «Меркурий», «Радар»,
«Поэзия», «Новое Слово», «Литература в мире», «Обзор Недели», «Здесь и сейчас», «Культура». Был членом поэтической группы «Сигма».

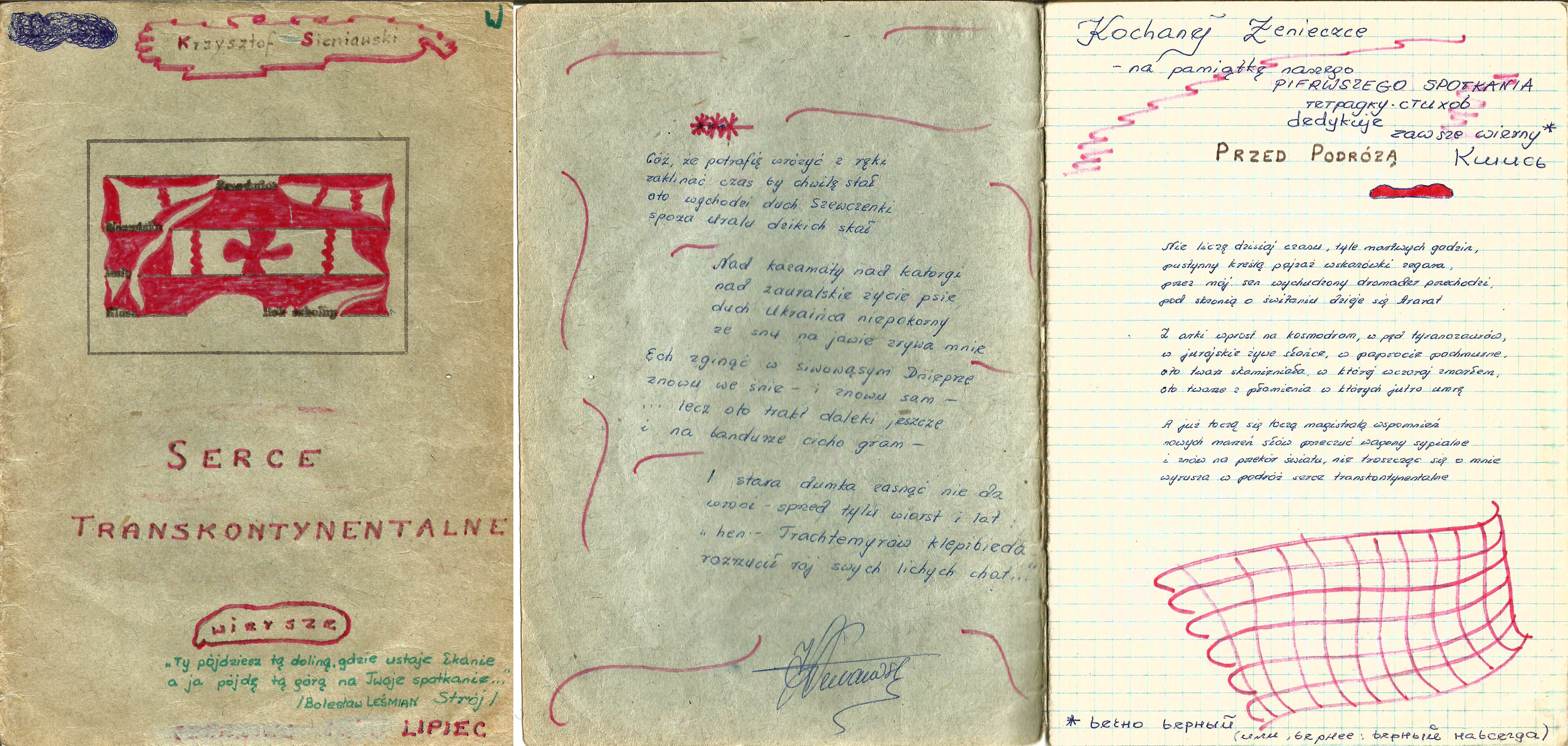
Кшиштоф Мария Сенявский. «Сердце трансконтинентальное». Автограф

Кшиштоф много занимался переводами поэзии с русского языка. (Пушкин, Лермонтов, Фет, Блок, Пастернак, Ахматова, Цветаева, Маяковский, Евтушенко, Шкляревский, Высоцкий и др.). Считается одним из выдающихся переводчиков Сергея Есенина на польский язык.
В июле 1980 года приезжал в творческую командировку в Москву, которой был награждён Обществом польско-советской дружбы за переводы.
Большая творческая дружба связывала его с Евгенией Славороссовой, поэтом, переводчицей, журналисткой. Они
написали друг другу более двухсот писем в период 1979—1981 гг., переводили друг друга, посвятили друг другу множество стихов. Кшиштоф написал для неё поэму «Ангел Евгении».
Сенявский был продолжателем традиций польского и русского романтизма (Станислав Гроховяк, Блок, имажинисты) с
элементами сюрреализма, блестящим мастером поэтической формы. Писал любовную лирику в жанре «эротиков», вошедшую в антологию польской любовной лирики.
Много стихотворений у него посвящено русской культуре, русским писателям. Он даже писал стихи на русском языке.
Работал редактором Отдела литературы в журнале «Культура».
Написал предисловия к поэтическим книгам польских классиков Адама Мицкевича, Норвида, Выспяньского и др.
Кшиштоф был человеком культуры, бескомпромиссным рыцарем слова. Его поэзия сочетает романтическую иронию, тончайший лиризм и любовь к людям. Никогда не стремился он построить литературную карьеру. Такая независимая позиция сделала его своего рода аутсайдером. Жил он на окраине Варшавы в районе Хомичовка вместе с больной матерью, работал киоскёром, почтальоном, швейцаром. Рецензии для журналов писал от руки на тетрадных листках в клеточку, потому что его пишущая машинка сломалась.
Сотрудничал с журналами «Культура», «Новости культуры», «Теленеделя», театром «Рампа».
После смерти матери (2000 год) плохое здоровье Кшиштофа (диабет) крайнее ухудшилось. Он умер в одиночестве от сердечного приступа в 2001 году.
У Кшиштофа Сенявского опубликованы четыре книги стихов (две при жизни): «Сердце трансконтенинтальное» (1986),
«Эротикон» (1986), «Сказка» (2001), «Был такой фильм» (2001), книга прозы «Под добрую дату» (2002), много переводов и критических статей.
В юности он написал роман «Стремглав» (1970), работал над историческим «римским романом» «Возвращение в Вифлеем»(1980), оба романа утеряны, как и многие стихи.

## Поэзия
- Сенявский, Кшиштоф Мария. Стихи. Перевод Славороссовой Е. А.. — В: Юному переводчику / «Детская школьная академия». № 3 // Журнал. — М. : ©ООО «Издательство «Школа радости», 2008. — 64 с. — ISBN отсутствует. — С. 42—43.
- Сенявский, Кшиштоф Мария. Стихи. Перевод Славороссовой Е. А.. — В: Горизонты перевода / «Истоки». Выпуск 5 (47) // Альманах. — М. : РИФ «Истоки-плюс», 2011—2012. — 512 с. — ISBN 978-5-8420-0032-6. — С. 66—69.
- Сенявский, Кшиштоф Мария. Перевод Славороссовой Е. А. Лирика. — Чита: ©ЗабГУ, 2012. — 262 с. // Научно-художественный журнал «Переводчик» № 12, ISSN 2073-5618, стр. 68 — 72.
- Сенявский, Кшиштоф Мария. Перевод Славороссовой Е. А. «Эротикон» Кшиштофа Мария Сенявского. — Чита: ©ЗабГУ, 2017. — 259 с. // Научно-художественный журнал «Переводчик» № 17, ISSN 2073-5618, стр. 23 — 30.
- Сенявский, Кшиштоф Мария. Перевод Славороссовой Е. А. Русские сны польского поэта. — Чита: ©ЗабГУ, 2019. — 260 с. // Научно-художественный журнал «Переводчик» № 19, ISSN 2073-5618, стр. 63 — 76.
- Сенявский, Кшиштоф Мария. Перевод Славороссовой Е. А. Реквием по мечте. Лирика. — Чита: ©ЗабГУ, 2022. — 269 с. // Литературно-художественный журнал «Переводчик» № 22, ISSN 2073-5618, стр. 29 — 41.
- Кшиштоф Мария Сенявский «Эпитафия Сергею Есенину». Перевод Дениса Пелихова. Литературно-исторический журнал «Дом польский» выпуск 26, 2021,

http://dompolski-journal.ru/articles/article/513/
- Sieniawski, Krzysztof Maria. Serce transkontynentalne (пол.). — Warszawa: ALMA-PRESS - Studencka Oficyna Wydawnicza ZSP («SFINKS» - seria debiutów i promocji Studenckiej Oficyny Wydawniczej ZSP «Alma-Press»), 1986 rok. — 87 с. — ISBN 83-7020-011-7.
- Sieniawski, Krzysztof Maria. Eroticon (пол.). — Warszawa: Iskry, 1986 rok. — 47 с. — ISBN 83-20709-47-4.
- Sieniawski, Krzysztof Maria. HISTORYJKA - wiersze (пол.). — Warszawa: Oficyna wydawnicza RAMPA, 2001 rok. — 260 с.
- Sieniawski, Krzysztof Maria. BYŁ TAKI FILM (пол.). — Warszawa: Oficyna wydawnicza RAMPA, 2001 rok. — 110 с.
- Andrzej Żmuda. Antologia Erotyki. Wiersze o miłości polskich poetów. — Warszawa: Ad Oculos, 2008 rok. — 200 с. — ISBN 978-83-60222-93-5. — s. 150. (пол.)
- Przeszłość przyszłości. Antologia Konfederacji Nowego Romantyzmu,  pod red. Bohdana Urbankowskiego (пол.). — Warszawa: Oddział Warszawski Związku Literatów Polskich, 1993 rok.

## Проза
- Sieniawski, Krzysztof Maria. Pod dobrą datą (пол.). — Warszawa: Oficyna Wydawniczo - Reklamowa Vipart, 2002 rok. — 124 с. — ISBN 83-87124-36-2.
- Сенявский, Кшиштоф Мария, Славороссова Евгения. Почтовый романс. Письма. — В: Эпистолярий / «Истоки». Выпуск 14 // Альманах. — М. : Издательство «Перо», 2021—2022. — 336 с. — ISBN 978-5-903852-02-4. — С. 285—303.
- Сенявский, Кшиштоф Мария, Славороссова Евгения. Почтовый романс. Письма. Продолжение. — В: Эпистолярий / «Истоки». Выпуск 15 // Альманах. — М. : Издательство «Перо», 2022—2023. — 314 с. — ISBN 978-5-903852-02-4. — С. 266—281.
- Сенявский, Кшиштоф Мария, Славороссова Евгения. Почтовый романс. Письма. Продолжение. — В: Эпистолярий / «Истоки». Выпуск 16 // Альманах. — М. : Издательство «Издательские Технологии», 2023—2024. — 350 с. — ISBN 978-5-903852-02-4. — С. 192—218.

## Переводы
- Sieniawski, Krzysztof Maria. Wysocki W. Na bratnich mogiіach. — In: перевод :  [польск.] / Lit. na Świecie. № 10 // Журнал. — Warszawa : Lit. na Świecie, 1979. — 191 с.

- Sieniawski, Krzysztof Maria. Переводы. — В: Antologia poezji radzieckiej 1960—1980 / «Literatura Radziecka». № 6 (372) // Журнал. — М. : ©«Literatura Radziecka»., 1980. — 192 с. — ISSN 0202-1854. — С. 82—83, 112, 133—134, 157, 158, 163, 178—179. (пол.)

## Статьи
- Sieniawski, Krzysztof Maria. Rozpoznanie złóż.. — В: Рецензия / «Wiadomości Kulturalne». № 6 // Журнал. — Warszawa, 1994. — С. 21. (пол.)

- Sieniawski, Krzysztof Maria. Jest się czego bać.. — В: Рецензия / «Wiadomości Kulturalne». № 19 // Журнал. — Warszawa, 1994. — С. 7. (пол.)

- Sieniawski, Krzysztof Maria. Romantycy i pozytywiści.. — В: Рецензия / «Wiadomości Kulturalne». № 10 // Журнал. — Warszawa, 1995. — С. 14. (пол.)

- Sieniawski, Krzysztof Maria. Tradycja i nowatorstwo (o poezji i prozie...).. — В: Рецензия / «Wiadomości Kulturalne». № 13 // Журнал. — Warszawa, 1995. — С. 14. (пол.)

- Sieniawski, Krzysztof Maria. Opowieści człowieka ciepłego. (Ustinov Peter).. — В: Рецензия / «Wiadomości Kulturalne». № 15 // Журнал. — Warszawa, 1996. — С. 20. (пол.)

- Sieniawski, Krzysztof Maria. U progu bajki (rzecz o wierszach Jana Wołka). (пол.)

- CATALOGUES OF THE NATIONAL LIBRARY OF POLAND. Sieniawski, Krzysztof Maria. (недоступная ссылка) (пол.)

- Polska Bibliografia Literacka (PBL). WYSZUKANE ZAPISY. Sieniawski, Krzysztof Maria. (пол.)

## Рецензии
Стихи Сенявского — это рассказы о труде быть человеком. Что показательно, нет в этой поэзии пессимизма. Созданный Сенявским герой — это благородный дальний родственник Дон Кихота и князя Мышкина, смешной и чужой в достойном «Салоне игр», бесхитростный и наивный до крайности, хотя и проницательный в своем видении мира.
Трудно встретить поэта столь же искреннего, лишенного позы, гуманного — не эссеиста-эрудита, но обычного прохожего. Потому что Сенявский является именно прохожим.— Марек Лавринович. Предисловие из книги «Сердце трансконтинентальное»

Поэтический стиль Сенявского определила — наряду с польской поэзией, очень глубоко осмысленной — Россия и её поэты, которые привлекли его не только мелодичностью стиха, пластичностью образов, но и прежде всего неуловимым элементом славянства с экзистенциальными метаниями и Русью святой, которая «шумит Поморьем в рязанской душе» («Эпитафия Сергею Есенину»).
В душе Сенявского — раскрывающейся в стихах поэта — мы можем открывать всё новые уровни эмоциональности, можем получать из неё то, что никогда не бывает в моде, но что делает жизнь прекрасней.
 — Камил Дзвинел. "Кшиштоф Мария Сенявский - человек песни".

Пушкин, Лермонтов, братья Карамазовы, Печорин, думаю, это были сновидческие воплощения Кшиштофа. Впитывая эту культуру и мифологию, он был чутко настроен на «нерв достоевщины». Эта особенная восточнославянская меланхолия и ностальгия, героизм и безнадёжность, вольность и неволя, нигилизм и горячка сердца, степная бескрайность души, боли, стенаний и любви разжигала в нём огонь. …Он искал в «русском варианте» античный гуманистический универсум.— Критик Лешек Жулинский. «Кшиштоф Мария Сенявский (1951-2001), то есть на другой стороне солнца»

«Эпитафия» Сенявского — крупное, сложное произведение сугубо лирического характера, с набором цитат («Отвори мне, страж заоблачный…») и криптоцитат из есенинской поэзии, заканчивается перекликающимися с клюевским «Плачем о Есенине» словами: «Помолись, помолись за Есенина».— Е.Шокальски. «Сергей Есенин - поэт в Польше незабытый»

## Дискография
- 1977 "Псалмы и «Реквием» — с сопровождением хора и оркестра, винил

издательство: tonpress
выполнение: Пшемыслав Гинтровский — пение; Группа Небо — хор; оркестр
слова: Тадеуш Новак, Кшиштоф Мария Сенявский, Збигнев Херберт, Александр Жмиевский
музыка: Пшемыслав Гинтровский, Станислав Крупович, Стефан Бжозовский
- 1979 «Реквием»

издательство: Tonpress и Социалистический Союз Польских Студентов (виниловая пластинка)
слова: Кшиштоф Мария Сенявский
музыка: Пшемыслав Гинтровский, Станислав Крупович
- 1979 «Стены»

издательство:
Wifon, 1981 (кассета, арт. CK-0159A)
Wifon, 1990 (винил)
Pomaton Emi, 1991 (картридж, кат. № ПОМ 005)
Pomaton Emi, 1999 (CD, кат. № 5228392E)
Pomaton Emi, 2004 (КОМПАКТ-диск, в комплекте Блудный Сын)
выполнение: Пшемыслав Гинтровский — вокал, гитара; Яцек Качмарский — пение, гитара; Збигнев Лапинский -
фортепиано;
слова: Яцек Качмарский, Збигнев Херберт, Кшиштоф Мария Сенявский, Мечислав Яструн;
музыка: Яцек Качмарский, Пшемыслав Гинтровский, Луис Льях
- 1991 «Стены в Музее Рая»

издательство:
Pomaton Emi, 1991 (CD, кат. № ПОМ CD-008)
Pomaton Emi, 1991 (2 шт., кат. № ПОМ 023, ПОМ 024)
Pomaton Emi, 2002 (альбом гидравлические экрана + Война поста с карнавалом, кат. № 5417412)
Pomaton Emi, 2004 (КОМПАКТ-диск, в комплекте Блудный Сын)
выполнение: Пшемыслав Гинтровский — вокал, гитара; Яцек Качмарский — пение, гитара; Збигнев Лапинский -
фортепиано;
слова: Яцек Качмарский, Натан Тененбаум, Мечислав Яструн, Кшиштоф Мария Сенявский, Сергей Есенин
(использован фрагмент строки)
музыка: Яцек Качмарский, Пшемыслав Гинтровский, Збигнев Лапинский, Луис Льях
- Кшиштоф Мария Сенявский дискография

- Most popular tracks for Krzysztof Maria Sieniawski

- Przemysław Gintrowski, Jacek Kaczmarski, Zbigniew Łapiński — Mury (по заказу польской фирмы WIFON, LP 165)

## Клипы
- Przyjaciele, których nie miałem

- Śmiech

- «Эпитафия для Сергея Есенина» Кшиштоф Сенявски — Пшемыслав Гинтровский

- «Реквием». Кшиштоф Сенявски — П. Гинтровский

- Майя Хвейчак. Песни на стихи К. М. Сенявского. Бемовский Центр Культуры (Bemowskie Centrum Kultury). Концерт 9 мая 2014 (недоступная ссылка)

## Память
Мы подружились в 70-х годах через студенческое движение. Сенявский, как и я, был увлечён русской культурой. Он был отличным переводчиком, в основном Есенина. Это был очень странный человек, застенчивый, с личными проблемами. Но эти стихи, на мой взгляд, отличные: «Друзья, которых не было», «Смех», «Эпитафия для Сергея Есенина…» — Яцек Качмарский. Из книги Кшиштофа Гайда «JK в свете текстов»

«Поколение, которого не было»
Поэзия Марека Грали, Толека Мурацкого и Кшиштофа Марии Сенявского.
Напоминание о нескольких видных поэтах, которые создавали студенческую литературную среду во второй половине семидесятых и первой восьмидесятых. Между «Ориентацией» и «БруЛионом» — группами, которые дождались литературно-критического анализа, открывается многолетняя брешь, крайне слабо изученная, но богатая на замечательную литературу. …
Вечер памяти Кшиштофа Сенявского.
Презентация творчества поэта с архивных лент, концерт Яцека Маевского и Томаша Сумсенда (аккомпанемент).
Кшиштоф Мария Сенявский (1951—2001) является одной из самых важных фигур того периода. Характер очень независимый, но участвовавший до некоторой степени в основных мероприятиях варшавской литературной богемы от «Ориентации» через «Сигму» до Варшавского Общества Культуры и Литературы. Один из выдающихся переводчиков Есенина, фантастический поэт, нетрадиционный мыслитель, драматург и литературный критик, он очень долго ждал дебюта.
11 сентября 2007
— Центр культуры "Артпарк" http://warszawa.miastodzieci.pl/wydarzenia/1:/9783:literatura-i-opera-artpark

Евгения Славороссова.

Памяти Кшиштофа Сенявского

Твой голос, голос, голос,

Как ветер, ветер, ветер,

Как света тонкий волос,

Меня поймавший в сети.

Хоть нет тебя на свете,

Но как поверить в это?

И голос мне ответит

Пророчеством поэта.

Из беспредельной выси,

Из глуби интернета,

Из снов, из давних писем

Летят слова привета.

Но то, что в нём боролось,

Рвалось к одной на свете,

Теперь лишь голос, голос…

Теперь лишь ветер, ветер…

4.12.2010— «Nasza Chomiczówka»

С 2009 года Варшавским Домом Культуры Центр проводится литературный конкурс для дебютантов имени Кшиштофа Марии Сенявского. — https://dks.art.pl/pl/news/f/2011-06/418,0>
Виртуальный музей Кшиштофа Мария Сенявского создан в электронном издании «Наша Хомичовка».
http://www.naszachomiczowka.pl/index.php?menu=chomipedia&submenu=sieniawski